# Expediția britanică pe Everest din 1953

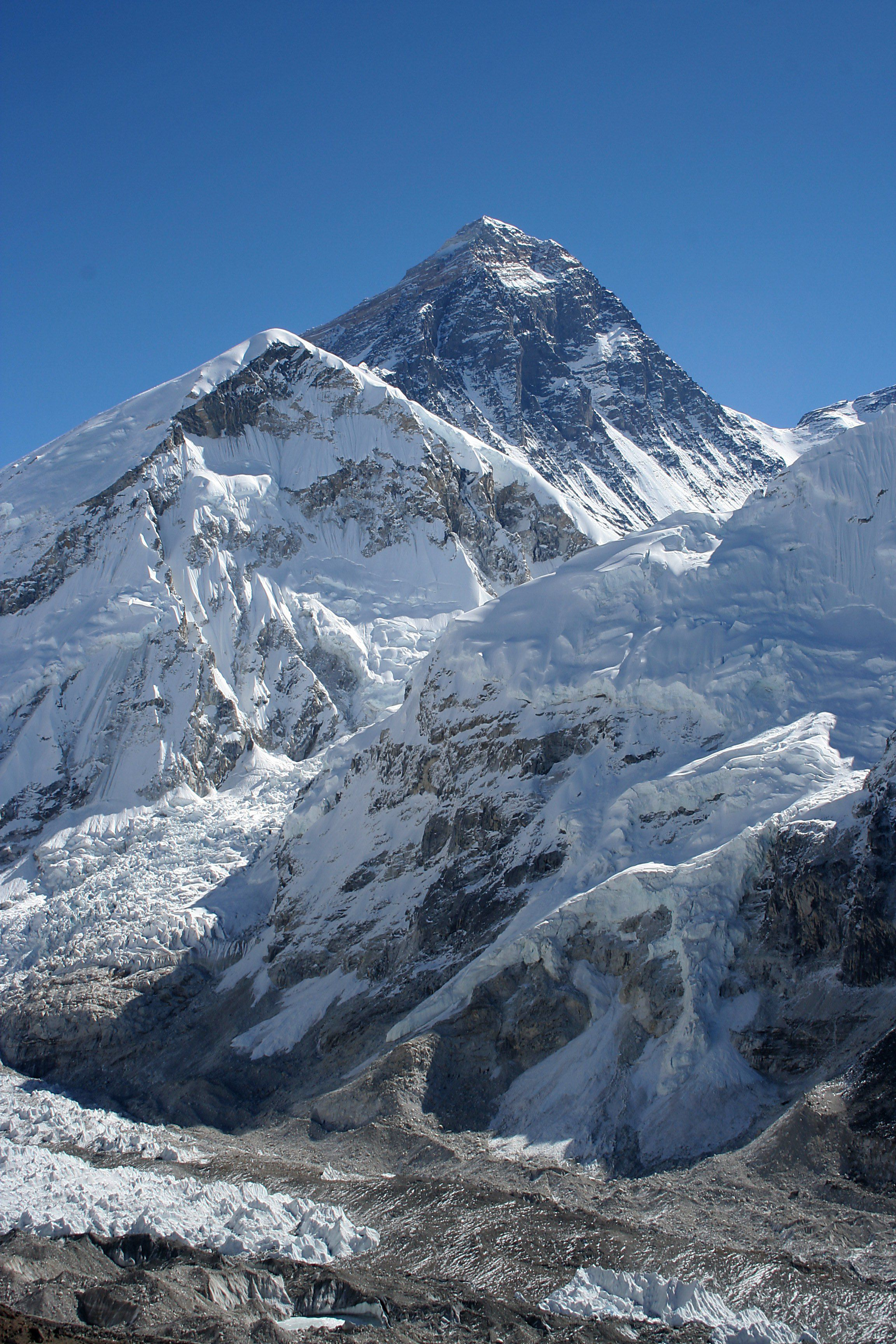
Muntele Everest. Traseul britanic a început cu Căderea de gheață Khumbu − văzută ieșind din Valea de Vest (ascunsă în imagine) − apoi cățărarea pe fața Lhotse și atingerea Pasului Sudic, terminând cu creasta de sud-est (linia de orizont din dreapta)

Expediția britanică pe Everest din 1953 a fost a noua expediție prin care alpiniștii au încercat o primă ascensiune a Muntelui Everest și prima care a confirmat reușita când Edmund Hillary și Tenzing Norgay au atins vârful, vineri, 29 mai 1953. Condusă de colonelul John Hunt, expediția a fost organizată și finanțată de Comitetul Muntele Everest. Știrea despre succesul expediției a ajuns la Londra la timp pentru a fi lansată în dimineața zilei de încoronare a reginei Elisabeta a II-a.